# Atalanta Bergamasca Calcio 1997-1998
Questa voce raccoglie le informazioni riguardanti l'Atalanta Bergamasca Calcio nelle competizioni ufficiali della stagione 1997-1998.

## Stagione

Marco Sgrò, alla sua quarta e ultima stagione a Bergamo, in azione con la seconda divisa atalantina.

Il campionato dell'Atalanta è difficile, e la retrocessione si materializza all'ultima giornata, ponendo termine al ciclo di Emiliano Mondonico sulla panchina nerazzurra.
In estate, gli attaccanti Nicola Caccia e Cristiano Lucarelli erano stati presi per sopperire alle partenze di Filippo Inzaghi, Gianluigi Lentini e Domenico Morfeo.
In Coppa Italia i nerazzurri eliminano il Genoa, battendolo nel ritorno per 4-0 dopo aver perso all'andata per 3-0. Al secondo turno i bergamaschi eliminano il Bologna, venendo in seguito eliminati nei quarti di finale dal Parma.

## Organigramma societario
Area direttiva
- Presidente: Ivan Ruggeri
- Vice presidenti: Bruno Ruggeri e Marco Radici
- Amministratore delegato: Aldo Piceni
- Direttore generale: Giacomo Randazzo

Area organizzativa
- Segretario generale: Carlo Valenti

Area tecnica
- Direttore sportivo: Nicola Radici
- Collaboratore sportivo: Franco Previtali
- Team manager: Daniele Fortunato
- Allenatore: Emiliano Mondonico
- Vice allenatore: Gianpaolo Rossi
- Preparatore dei portieri: Nello Malizia

Area sanitaria
- Coord. Medico: Danilo Tagliabue
- Staff medico: Paolo Amaddeo, Amedeo Amadeo, Aristide Cobelli e Agostino Sammarco
- Massaggiatori: Marco Piacezzi e Giovanni Colombo

## Rosa
| N. |                       | Ruolo | Calciatore          |
| -- | --------------------- | ----- | ------------------- |
| 1  | Italia (bandiera)     | P     | Alberto Fontana     |
| 2  | Italia (bandiera)     | C     | Valter Bonacina     |
| 3  | Italia (bandiera)     | D     | Andrea Sottil       |
| 4  | Italia (bandiera)     | D     | Massimo Carrera     |
| 5  | Jugoslavia (bandiera) | D     | Zoran Mirković      |
| 6  | Jugoslavia (bandiera) | C     | Ljubiša Dunđerski   |
| 7  | Italia (bandiera)     | D     | Paolo Foglio        |
| 8  | Italia (bandiera)     | C     | Fabio Gallo         |
| 9  | Italia (bandiera)     | A     | Cristiano Lucarelli |
| 10 | Italia (bandiera)     | C     | Marco Sgrò          |
| 11 | Italia (bandiera)     | A     | Nicola Caccia       |
| 12 | Italia (bandiera)     | P     | Davide Pinato       |
| 13 | Italia (bandiera)     | D     | Nicola Boselli      |
| 15 | Italia (bandiera)     | C     | Angelo Carbone      |
| 16 | Slovenia (bandiera)   | D     | Robert Englaro      |
| 17 | Italia (bandiera)     | P     | Liam Ardigò         |

| N. |                    | Ruolo | Calciatore            |
| -- | ------------------ | ----- | --------------------- |
| 18 | Uruguay (bandiera) | A     | Federico Magallanes   |
| 19 | Italia (bandiera)  | C     | Massimo Orlando       |
| 20 | Svezia (bandiera)  | C     | Joakim Persson        |
| 21 | Italia (bandiera)  | C     | Stefano Rossini       |
| 22 | Italia (bandiera)  | D     | Fabio Rustico         |
| 23 | Italia (bandiera)  | A     | Vincenzo Chianese     |
| 24 | Italia (bandiera)  | D     | Gianluca Gibellini    |
| 25 | Italia (bandiera)  | C     | Massimo Mutarelli     |
| 27 | Italia (bandiera)  | A     | Fausto Rossini        |
| 28 | Italia (bandiera)  | C     | Cristian Zenoni       |
| 29 | Italia (bandiera)  | A     | Corrado Colombo       |
| 30 | Italia (bandiera)  | C     | Filippo Carobbio      |
| 32 | Italia (bandiera)  | A     | Nicola Zanini         |
| 33 | Italia (bandiera)  | C     | Giovanni Piacentini   |
| 34 | Italia (bandiera)  | C     | Massimiliano Cappioli |
| 35 | Italia (bandiera)  | D     | Cesare Natali         |

## Calciomercato

### Sessione estiva(dal 03/07 al 11/07)
| Acquisti | Acquisti            | Acquisti   | Acquisti      |
| R.       | Nome                | da         | Modalità      |
| -------- | ------------------- | ---------- | ------------- |
| P        | Alberto Fontana     | Bari       | definitivo    |
| D        | Robert Englaro      | Foggia     | definitivo    |
| D        | Cristian Zenoni     | Pistoiese  | fine prestito |
| D        | Damiano Zenoni      | Pistoiese  | fine prestito |
| C        | Ljubiša Dunđerski   | Vojvodina  | definitivo    |
| C        | Massimo Orlando     | Fiorentina | definitivo    |
| A        | Nicola Caccia       | Napoli     | fine prestito |
| A        | Cristiano Lucarelli | Parma      | definitivo    |
| A        | Fausto Rossini      | Nizza      | fine prestito |

| Cessioni | Cessioni          | Cessioni   | Cessioni                   |
| R.       | Nome              | a          | Modalità                   |
| -------- | ----------------- | ---------- | -------------------------- |
| D        | Kewullay Conteh   | Café Opera | definitivo                 |
| D        | Luciano Zauri     | Chievo     | prestito                   |
| D        | Damiano Zenoni    | AlzanoCene | prestito                   |
| C        | Domenico Morfeo   | Fiorentina | definitivo (8,5 milioni €) |
| C        | Massimo Mutarelli | Sampdoria  | definitivo                 |
| C        | Franco Rotella    | Imperia    | definitivo                 |
| A        | Filippo Inzaghi   | Juventus   | definitivo (20 milioni €)  |
| A        | Gianluigi Lentini | Torino     | definitivo                 |
| A        | Fausto Rossini    | Nizza      | prestito                   |

### Sessione invernale(dall'11/08 al 31/01)
| Acquisti | Acquisti              | Acquisti   | Acquisti   |
| R.       | Nome                  | da         | Modalità   |
| -------- | --------------------- | ---------- | ---------- |
| C        | Nicola Zanini         | Sampdoria  | prestito   |
| C        | Giovanni Piacentini   | Fiorentina | definitivo |
| A        | Massimiliano Cappioli | Udinese    | definitivo |

| Cessioni | Cessioni          | Cessioni     | Cessioni   |
| R.       | Nome              | a            | Modalità   |
| -------- | ----------------- | ------------ | ---------- |
| C        | Joakim Persson    | IFK Göteborg | definitivo |
| C        | Stefano Rossini   | Lecce        | definitivo |
| A        | Vincenzo Chianese | Foggia       | prestito   |

## Risultati

### Serie A

#### Girone di andata
| Arbitro: | Trentalange (Torino) |

|                                                        |           |                                    |
| Caccia 27’ (rig.) Orlando 48’ Sgrò 79’ Lucarelli 90+3’ | Marcatori | 85’ Andersson 90’ (rig.) R. Baggio |

| Arbitro: | Boggi (Salerno) |

|                        |           |                    |
| Maniero 30’ Strada 36’ | Marcatori | 20’, 62’ Lucarelli |

| Arbitro: | Pairetto (Nichelino) |

|  |           |                         |
|  | Marcatori | 13’ Laigle 64’ Montella |

| Arbitro: | Pellegrino (Barcellona Pozzo di Gotto) |

|  |           |            |
|  | Marcatori | 50’ Caccia |

| Arbitro: | Cesari (Genova) |

|  |           |          |
|  | Marcatori | 61’ Neri |

| Arbitro: | Farina (Novi Ligure) |

|  |           |                            |
|  | Marcatori | 34’ Sottil 45+5’ Dunđerski |

| Arbitro: | Tombolini (Ancona) |

|          |           |                                        |
| Sgrò 27’ | Marcatori | 43’, 65’ Ambrosetti 68’ (aut.) Englaro |

| Arbitro: | Rodomonti (Teramo) |

|            |           |                        |
| Caccia 81’ | Marcatori | 28’ Djorkaeff 88’ West |

| Arbitro: | Branzoni (Pavia) |

|                |           |  |
| Cappellini 35’ | Marcatori |  |

| Bergamo 30 novembre 1997, ore 14:30 CET 10ª giornata | Atalanta        | 0 – 0 referto | Lecce | Stadio Atleti Azzurri d'Italia (15.539 spett.)\| Arbitro: \| Bettin (Padova) \| |
| Arbitro:                                             | Bettin (Padova) |               |       |                                                                                 |

| Arbitro: | Farina (Novi Ligure) |

|                                               |           |  |
| Carrera 23’ (aut.) Totti 27’ Paulo Sérgio 32’ | Marcatori |  |

| Arbitro: | Boggi (Salerno) |

|          |           |                                  |
| Sgrò 17’ | Marcatori | 2’ (aut.) Lucarelli 58’ Kluivert |

| Arbitro: | Trentalange (Torino) |

|                                                                   |           |  |
| Padalino 27’ Serena 48’ Oliveira 77’ Batistuta 83’ Robbiati 90+1’ | Marcatori |  |

| Arbitro: | Ceccarini (Livorno) |

|                        |           |                                     |
| Sgrò 67’ Carrera 90+1’ | Marcatori | 88’ (aut.) Englaro 90+5’ Vierchowod |

| Bari 11 gennaio 1998, ore 14:30 CET 15ª giornata | Bari                 | 0 – 0 referto | Atalanta | Stadio San Nicola (19.004 spett.)\| Arbitro: \| Pairetto (Nichelino) \| |
| Arbitro:                                         | Pairetto (Nichelino) |               |          |                                                                         |

| Arbitro: | Borriello (Mantova) |

|          |           |              |
| Gallo 9’ | Marcatori | 49’ Bierhoff |

| Arbitro: | Bolognino (Milano) |

|                             |           |            |
| Conte 65’ Zidane 72’, 90+2’ | Marcatori | 71’ Caccia |

#### Girone di ritorno
| Bologna 1º febbraio 1998, ore 14:30 CET 18ª giornata | Bologna         | 0 – 0 referto | Atalanta | Stadio Renato Dall'Ara (27.535 spett.)\| Arbitro: \| Braschi (Prato) \| |
| Arbitro:                                             | Braschi (Prato) |               |          |                                                                         |

| Cremona 8 febbraio 1998, ore 20:30 CET 19ª giornata | Atalanta        | 0 – 0 referto | Parma | Stadio Giovanni Zini (13.695 spett.)\| Arbitro: \| Treossi (Forlì) \| |
| Arbitro:                                            | Treossi (Forlì) |               |       |                                                                       |

| Arbitro: | Ceccarini (Livorno) |

|                               |           |  |
| Mihajlović 65’ Boghossian 79’ | Marcatori |  |

| Arbitro: | Collina (Viareggio) |

|               |           |  |
| Lucarelli 16’ | Marcatori |  |

| Arbitro: | Pairetto (Nichelino) |

|                        |           |                            |
| Hübner 13’, 55’ (rig.) | Marcatori | 71’ Rossini 74’ Magallanes |

| Bergamo 28 febbraio 1998, ore 15:00 CET 23ª giornata | Atalanta        | 0 – 0 referto | Lazio | Stadio Atleti Azzurri d'Italia (19.379 spett.)\| Arbitro: \| Cesari (Genova) \| |
| Arbitro:                                             | Cesari (Genova) |               |       |                                                                                 |

| Arbitro: | Bazzoli (Merano) |

|               |           |  |
| Di Napoli 83’ | Marcatori |  |

| Arbitro: | De Santis (Roma) |

|                                            |           |  |
| Moriero 66’ Kanu 74’ Ronaldo 78’ Cauet 89’ | Marcatori |  |

| Arbitro: | Treossi (Forlì) |

|               |           |  |
| Lucarelli 84’ | Marcatori |  |

| Arbitro: | Trentalange (Torino) |

|              |           |          |
| M. Rossi 40’ | Marcatori | 22’ Sgrò |

| Arbitro: | Ceccarini (Livorno) |

|  |           |                 |
|  | Marcatori | 3’ Di Francesco |

| Arbitro: | Pellegrino (Barcellona Pozzo di Gotto) |

|                    |           |  |
| Weah 10’, 53’, 87’ | Marcatori |  |

| Arbitro: | Pairetto (Nichelino) |

|             |           |  |
| Boselli 59’ | Marcatori |  |

| Arbitro: | Collina (Viareggio) |

|                                    |           |  |
| Piovani 2’, 54’ (rig.) Murgita 64’ | Marcatori |  |

| Arbitro: | Braschi (Prato) |

|                           |           |  |
| Caccia 19’ Magallanes 81’ | Marcatori |  |

| Arbitro: | Cesari (Genova) |

|              |           |  |
| Calori 90+4’ | Marcatori |  |

| Arbitro: | Bazzoli (Merano) |

|                     |           |             |
| Caccia 45+3’ (rig.) | Marcatori | 69’ Fonseca |

### Coppa Italia
| Arbitro: | Rossi (Ciampino) |

|                                      |           |  |
| F. Giampaolo 8’ Nappi 63’ Pisano 83’ | Marcatori |  |

| Arbitro: | Branzoni (Pavia) |

|                                               |           |  |
| Lucarelli 56’ Foglio 61’ Sgrò 85’ Carbone 89’ | Marcatori |  |

| Arbitro: | Borriello (Mantova) |

|                                    |           |                      |
| Sgrò 22’, 33’ (rig.) Dunđerski 28’ | Marcatori | 90+5’ (rig.) Šalimov |

| Arbitro: | Pairetto (Nichelino) |

|                                 |                      |                                |
| Fontolan 17’, 39’ Kolyvanov 47’ | Marcatori            | 45’ Caccia                     |
| Torrisi Baggio Paramatti Kallon | Tiri di rigore 1 – 3 | Sgrò Gallo Lucarelli Dunđerski |

| Arbitro: | Racalbuto (Gallarate) |

|            |           |  |
| Chiesa 37’ | Marcatori |  |

| Arbitro: | Pellegrino (Barcellona Pozzo di Gotto) |

|              |           |            |
| Bonacina 77’ | Marcatori | 56’ Chiesa |

## Statistiche

### Statistiche di squadra
| Competizione | Punti | In casa | In casa | In casa | In casa | In casa | In casa | In trasferta | In trasferta | In trasferta | In trasferta | In trasferta | In trasferta | Totale | Totale | Totale | Totale | Totale | Totale | DR  |
| Competizione | Punti | G       | V       | N       | P       | Gf      | Gs      | G            | V            | N            | P            | Gf           | Gs           | G      | V      | N      | P      | Gf     | Gs     | DR  |
| ------------ | ----- | ------- | ------- | ------- | ------- | ------- | ------- | ------------ | ------------ | ------------ | ------------ | ------------ | ------------ | ------ | ------ | ------ | ------ | ------ | ------ | --- |
| Serie A      | 32    | 17      | 5       | 6       | 6       | 16      | 17      | 17           | 2            | 5            | 10           | 9            | 31           | 34     | 7      | 11     | 16     | 25     | 48     | -23 |
| Coppa Italia | -     | 3       | 2       | 1       | 0       | 8       | 2       | 3            | 0            | 0            | 3            | 1            | 7            | 6      | 2      | 1      | 3      | 9      | 9      | 0   |
| Totale       | -     | 20      | 7       | 7       | 6       | 24      | 19      | 20           | 2            | 5            | 13           | 10           | 38           | 40     | 9      | 12     | 19     | 34     | 57     | -23 |

### Statistiche dei giocatori
| Giocatore     | Serie A  | Serie A | Serie A     | Serie A    | Coppa Italia | Coppa Italia | Coppa Italia | Coppa Italia | Totale   | Totale | Totale      | Totale     |
| Giocatore     | Presenze | Reti    | Ammonizioni | Espulsioni | Presenze     | Reti         | Ammonizioni  | Espulsioni   | Presenze | Reti   | Ammonizioni | Espulsioni |
| ------------- | -------- | ------- | ----------- | ---------- | ------------ | ------------ | ------------ | ------------ | -------- | ------ | ----------- | ---------- |
| L. Ardigò     | 0        | 0       | 0           | 0          | 0            | 0            | 0            | 0            | 0        | 0      | 0           | 0          |
| V. Bonacina   | 28       | 0       | 7           | 2          | 5            | 1            | 1            | 0            | 33       | 1      | 8           | 2          |
| N. Boselli    | 13       | 1       | 2           | 0          | 2            | 0            | 0            | 1            | 15       | 1      | 2           | 1          |
| N. Caccia     | 31       | 6       | 3           | 0          | 3            | 1            | 1            | 0            | 34       | 7      | 4           | 0          |
| M. Cappioli   | 11       | 0       | 0           | 0          | -            | -            | -            | -            | 11       | 0      | 0           | 0          |
| A. Carbone    | 21       | 0       | 7           | 3          | 4            | 1            | 2            | 0            | 25       | 1      | 9           | 3          |
| M. Carrera    | 28       | 1       | 6           | 1          | 6            | 0            | 0            | 0            | 34       | 1      | 6           | 1          |
| V. Chianese   | 0        | 0       | 0           | 0          | 0            | 0            | 0            | 0            | 0        | 0      | 0           | 0          |
| C. Colombo    | 0        | 0       | 0           | 0          | 2            | 0            | 0            | 0            | 2        | 0      | 0           | 0          |
| L. Dunđerski  | 24       | 1       | 6           | 1          | 5            | 1            | 0            | 0            | 29       | 2      | 6           | 1          |
| R. Englaro    | 12       | 0       | 1           | 0          | 5            | 0            | 1            | 0            | 17       | 0      | 2           | 0          |
| P. Foglio     | 21       | 0       | 5           | 2          | 5            | 1            | 3            | 0            | 26       | 1      | 8           | 2          |
| A. Fontana    | 26       | -34     | 0           | 0          | 0            | 0            | 0            | 0            | 26       | -34    | 0           | 0          |
| F. Gallo      | 30       | 1       | 8           | 0          | 5            | 0            | 2            | 0            | 35       | 1      | 10          | 0          |
| G. Gibellini  | 1        | 0       | 0           | 0          | -            | -            | -            | -            | 1        | 0      | 0           | 0          |
| C. Lucarelli  | 26       | 5       | 8           | 1          | 4            | 1            | 3            | 1            | 30       | 6      | 11          | 2          |
| F. Magallanes | 13       | 2       | 1           | 0          | 1            | 0            | 0            | 0            | 14       | 2      | 1           | 0          |
| Z. Mirković   | 30       | 0       | 7           | 1          | 3            | 0            | 1            | 0            | 33       | 0      | 8           | 1          |
| M. Mutarelli  | 4        | 0       | 0           | 0          | 2            | 0            | 1            | 0            | 6        | 0      | 1           | 0          |
| C. Natali     | 0        | 0       | 0           | 0          | 0            | 0            | 0            | 0            | 0        | 0      | 0           | 0          |
| M. Orlando    | 2        | 1       | 0           | 0          | 2            | 0            | 0            | 0            | 4        | 1      | 0           | 0          |
| J. Persson    | 0        | 0       | 0           | 0          | 0            | 0            | 0            | 0            | 0        | 0      | 0           | 0          |
| G. Piacentini | 15       | 0       | 3           | 1          | 1            | 0            | 0            | 0            | 16       | 0      | 3           | 1          |
| D. Pinato     | 10       | -14     | 0           | 0          | 6            | -9           | 0            | 0            | 16       | -23    | 0           | 0          |
| P.G. Regonesi | 1        | 0       | 0           | 0          | -            | -            | -            | -            | 1        | 0      | 0           | 0          |
| F. Rossini    | 8        | 1       | 2           | 0          | 1            | 0            | 0            | 0            | 9        | 1      | 2           | 0          |
| S. Rossini    | 3        | 0       | 0           | 0          | 2            | 0            | 1            | 0            | 5        | 0      | 1           | 0          |
| F. Rustico    | 22       | 0       | 10          | 1          | 4            | 0            | 2            | 0            | 26       | 0      | 12          | 1          |
| M. Sgrò       | 33       | 5       | 4           | 1          | 5            | 3            | 0            | 0            | 38       | 8      | 4           | 1          |
| A. Sottil     | 27       | 1       | 6           | 2          | 4            | 0            | 3            | 1            | 31       | 1      | 9           | 3          |
| N. Zanini     | 9        | 0       | 1           | 0          | 1            | 0            | 1            | 0            | 10       | 0      | 2           | 0          |
| C. Zenoni     | 18       | 0       | 1           | 0          | 6            | 0            | 0            | 0            | 24       | 0      | 1           | 0          |